# Cubage du bois
Le cubage du bois est l’opération, dans le domaine de la sylviculture, consistant à évaluer le volume du bois sur pied ou abattu (fût sur pied ou plus généralement au sol après une coupe, on parle alors aussi de toisé) et sert principalement à calculer la valeur de ces bois individuellement par arbre ou en peuplement.

## Méthodes et matériel
- Cubage du bois abattu :

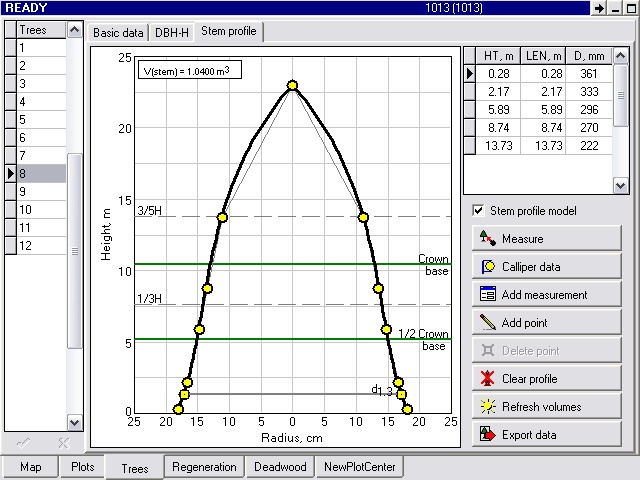
Profil d'un tronc: des mesures précises avec appareils électroniques permettent d'obtenir une bonne estimation du volume (et donc du prix) du tronc.

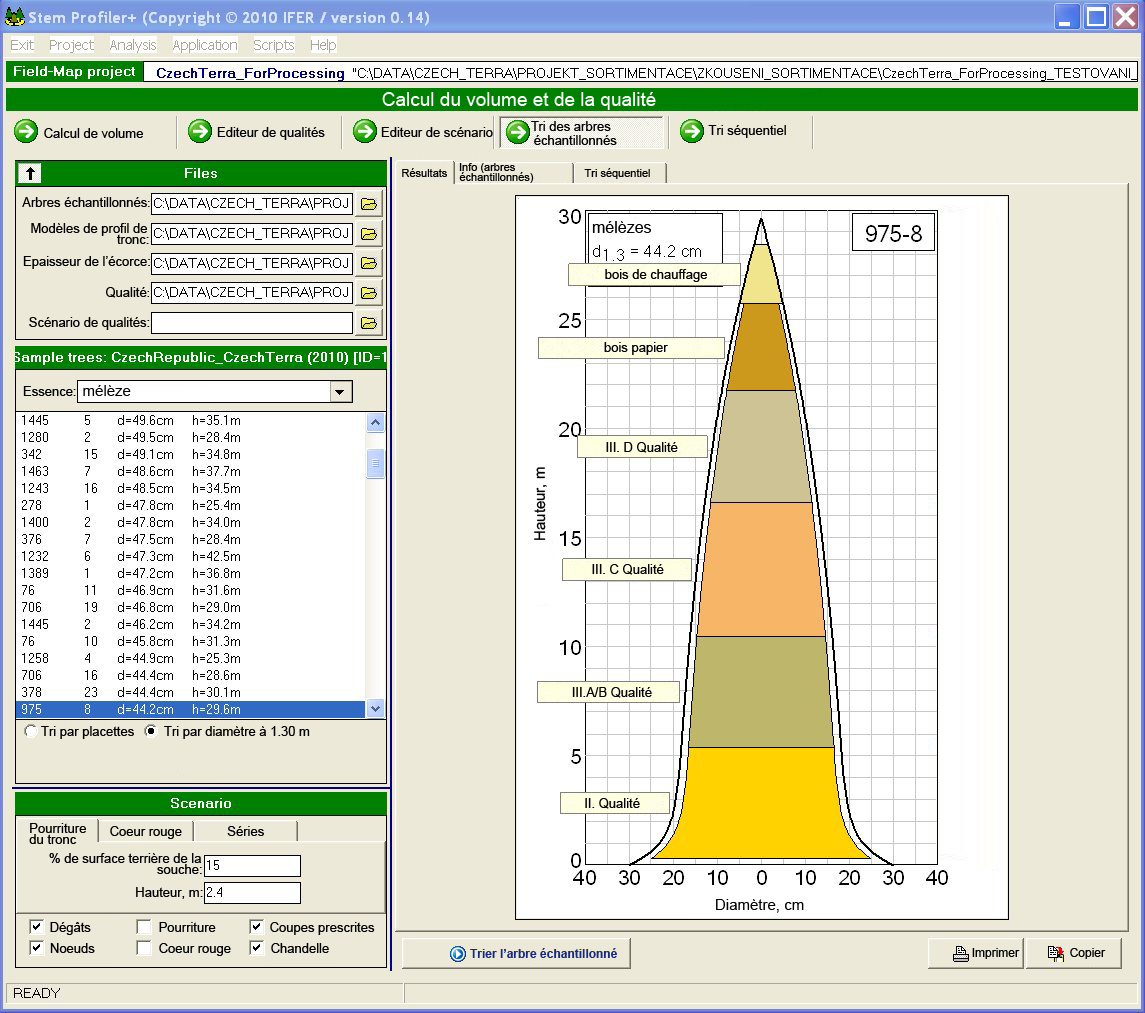
Module Field-Map Stem Analyst propose une estimation du volume du bois selon la qualité des arbres sur pied, des peuplements et même des massifs forestiers.

  - Mesures des diamètres avec un compas forestier et des longueurs avec un mètre simple ou un mètre à pointe ;
  - Immersion du bois pour obtenir le « volume exact »[1] : pour des mesures précises, nécessaires dans certains protocoles expérimentaux nécessitant par exemple le cubage du houppier, du petit bois laissé sur place, ou du bois-mort, il reste possible d’immerger la pièce de bois, en la forçant à couler, dans un bassin en eau et de déduire le volume de bois plein via la mesure de la hausse induite du niveau de l’eau.
 D’autres méthodes d’évaluation approximative sont en cours d’étude ou de développement. C’est un des indicateurs de biodiversité qui peut être pris en compte par les écolabels forestiers ou par certaines études sur la biodiversité forestière.
- Cubage du bois sur pied :
  - Mesures dendrométriques : des mesures précises de diamètre et de hauteurs permettent d'estimer le volume de bois sur pied. Les outils existent pour faire les mesures à vue et ainsi estimer rapidement le volume d'un tronc (dendromètre).
- Le cubage se fait à l'aide de « barème » ou de « tarif » de cubage. 
  - un barème de cubage repose sur une formule de cubage basée sur une relation supposée connue, fondée sur l'hypothèse de formes géométriques, entre le volume, le diamètre à 1,3 m ou le diamètre médian, et la hauteur ;
  - un tarif de cubage, est établi par la recherche d'une relation entre le volume et des variables explicatives (diamètre à 1,3 m, hauteur(s), etc. ) à l’aide d’un échantillons d’arbres[2] ; il existe des tarifs de cubage à une entrée, par exemple les « tarifs Algan[3] »[4], les « tarifs Schaeffer[5] »[6].

## Unités et expression des résultats
Le résultat est normalement donné :
- en mètres cubes pour le bois d’œuvre (BO),
- en stères pour le bois de feu ou la filière bois-énergie (BE) et certains bois destinés à l’industrie (BI),
- en tonnes (pesée sur camion ou en parc à bois) pour le bois d'industrie (BI) (filière papier/cellulose) ou filière bois-énergie[7].

Le « volume commercial » est une détermination arbitraire du volume d’une grume, obtenue en assimilant la grume à un cylindre. Le « volume bois fort tige » correspond à un arbre dont la découpe fin bout est à 7 cm de diamètre.
Sans précision explicite, le volume est exprimé avec écorce (« sur écorce »). L’estimation d'un « volume du bois parfait » utilisable en bois d’œuvre ne tient alors pas compte de l’écorce (« sous écorce ») ni de l’aubier.
L’opération est facilitée lorsque les troncs sur pied, ou les billes cubées au sol, sont bien ronds et droits. Elle est plus complexe pour les bois tordus et irréguliers ou creux. On procède alors à des approximations qui peuvent significativement varier selon le cubeur ou la méthode employée.
L'arbre peut être peu façonné (grumes, billes, billons, rondins, etc.) ou plus façonné juste après la coupe ou en parc à bois (quartiers, plaquettes, etc.).

## Normalisation des calculs
En France, il existe au moins deux normes de cubage du bois :
- une norme homologuée NF / AFNOR NF n° B53-020 a été éditée en 2008 pour préciser le cubage des « bois ronds et assimilés ». Elle fixe les règles de mesure du volume des parties utilisables des arbres abattus, pour tout bois (local ou d’importation, écorcé et façonnés ou non, sur les chantiers, ou dans les parcs à bois. Cette norme répond aux principes de la norme européenne NF EN 1309-2.
- la norme NF EN 1312 est destinée au cubage des bois équarris.
- la norme NF B 53-017 régit le cubage estimatif des bois sur pied.

Les forêts qui sollicitent la certification PEFC doivent s’inscrire dans une démarche ISO 14 000 et respecter ces normes.

## Signalétique
En France, la mention NC marquée sur la tranche de certains arbres coupés en forêt signifie « non cubé », désignant par exemple des arbres coupés après avoir été abîmés lors du chantier ou dont la valeur doit être évaluée après la coupe.